# Пролювий
Пролю́вий и пролювиа́льные отложения (от лат. proluvium — истечение, нечистоты, от лат. proluo — уношу течением) — рыхлые отложения продуктов разрушения горных пород, смываемых и выносимых по ложбинам (эрозионным бороздам) временными потоками от атмосферных осадков к подножию возвышенностей (гор).

## История
Термин предложен русским геологом А. П. Павловым

## Описание
В отличие от делювия обломочный материал более окатан. Слагает он конусы выноса, раскидывающиеся веером за пределами устьев ложбин выноса, где, сливаясь, они образуют одну наклонную полосу — пролювиальный шлейф. У вершин конусов выноса материал грубообломочный — галька и щебень с песчано-глинистым заполнением, а к периферии он мельчает до глин. Пролювий развит как в условиях засушливого или переменно-влажного климата (в предгорьях Средней Азии), так и в избыточно влажной субарктике.